# Pedro Gatmaitan
Pedro Gatmaitan (San Nicolas, 10 juni 1889 - Manilla, 10 juni 1965) was een Filipijns dichter.

## Biografie
Pedro Gatmaitan werd geboren op 10 juni 1889 in San Nicolas in de provincie Bulacan. Hij was het vijfde kind van Julian Gatmaitan en Veronica Manahan. Na het voltooien van de Ateneo de Manila behaalde hij in 1914 een bachelor-diploma aan het Colegio de San Beda. Van 1915 tot 1920 studeerde Gatmaitan rechten aan de Escuela de Derecho.
Gatmaitan begon op zijn 16e met dichten. In het begin van zijn carrière schreef hij met name romantische gedichten. Hij werd in zijn beginperiode sterk beïnvloed door Lope K. Santos. In eerste instantie maakte hij veelal gebruik van 16 lettergrepen per vers. Later veranderde dit en gebruikte hij er 18 per vers. Hij won in zijn carrière diverse prijzen met zijn werk en was daarmee een van de eerste bekende dichters in het Tagalog in de Filipijnen. Naast zijn gedichten schreef hij tevens romans en toneelstukken en was hij actief als vertaler.
Gatmaitan overleed in 1965 op zijn 76e verjaardag aan de gevolgen van een hartaanval. Hij was getrouwd met Feliza de Jesus. Na haar dood trouwde hij met haar jongste zus Rosario. Met haar kreeg hij acht kinderen.